# La Sandunga (canción mexicana)
La sandunga, también conocida como Sandunga, es una canción tradicional mexicana del istmo de Tehuantepec, Oaxaca. Se han escrito diversos versos de esta canción, tanto en español como en zapoteco y náhuatl, aunque los más conocidos son de la autoría del compositor oaxaqueño Máximo Ramón Ortiz.

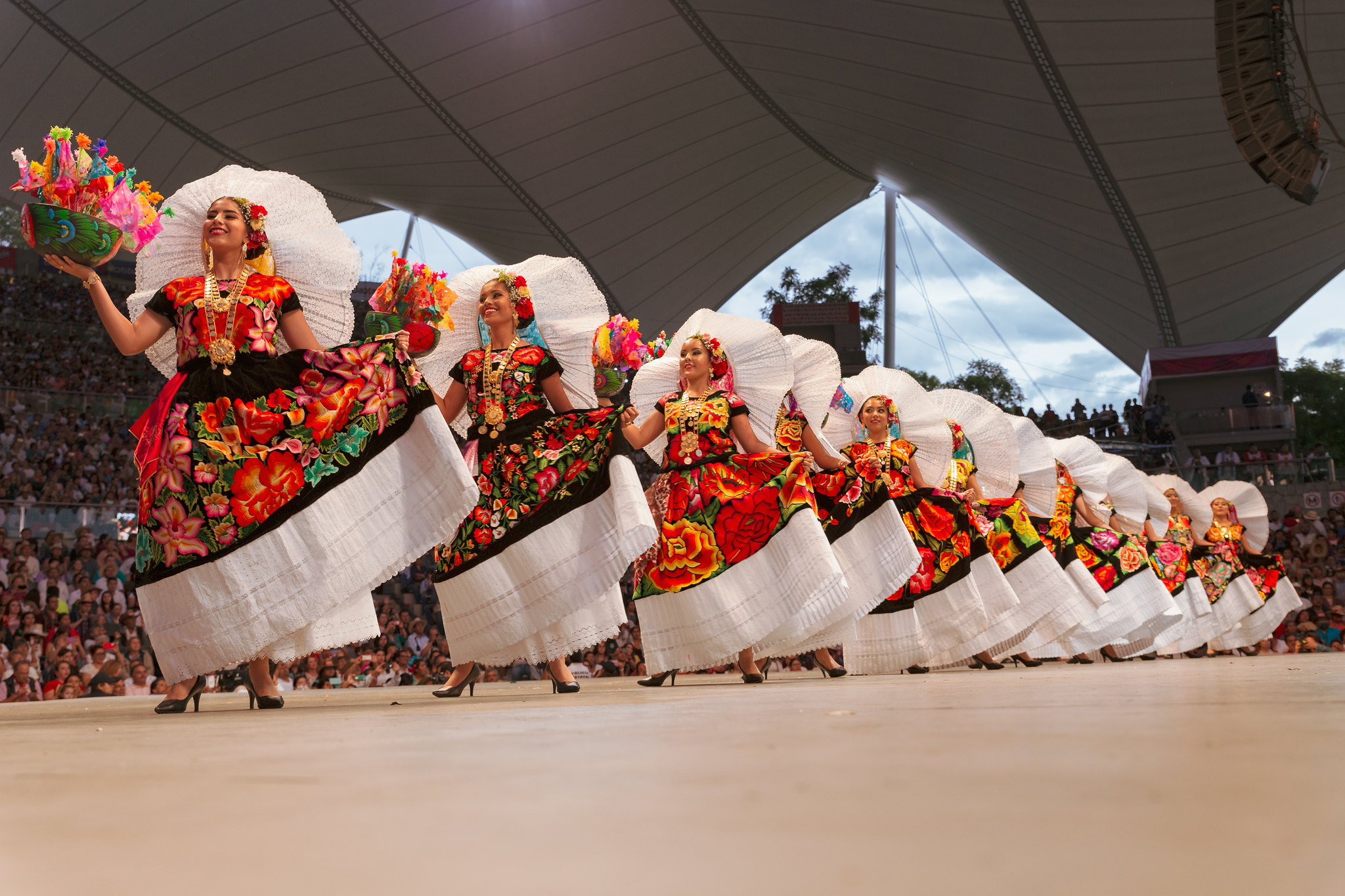
Mujeres vestidas de tehuanas bailando La Sandunga

La palabra sandunga es de origen incierto. Algunos atribuyen su significado a la voz zapoteca que en español se traduce como «esa música profunda», aunque la teoría que tiene más peso señala un origen gitano; su acepción coloquial es el de gracia, donaire y salero, mientras que en países como Chile, Colombia y Puerto Rico es sinónimo de «parranda» o «juerga bulliciosa».
La Sandunga es el himno por antonomasia de los istmeños e inclusive de los oaxaqueños que viven fuera de este estado. Llegó a México como una pieza de jaleo andaluz en 1850, y tres años después en Oaxaca fue ejecutada como danza de corte europeo.

## Historia
Cuentan que, al ver muerta a su madre, Máximo Ramón Ortiz se arrojó ante el lecho donde se encontraba el cadáver y rompió en lamentos de dolor. Al estilo de esa región del Istmo, exclamó: “¡Ay, mamá!... ¡ay, por Dios!... ¿por qué no pediste al Altísimo que te conservara unas horas más, para que te hubiese visto viva por última vez?... ¡ay, mamá, por Dios!”.{}
Con sus conocimientos musicales, concibió entonces lo que fue el inicio de una inmortal composición que entonces no tenía título: “La Sandunga”, tanto en su letra como en la melodía.[cita requerida]
El mismo Máximo la cantaba después, en cuantas ocasiones se propiciaba, y fue el comienzo de la divulgación de dicha canción, que fue modificándose al transcurrir el tiempo.[cita requerida]

## Primeras interpretaciones
En 1853, esta música es llevada a Tehuantepec por Máximo Ramón Ortiz, con los primeros versos, mientras que el músico tehuano Andrés Gutiérrez, la armoniza y la registra en las primeras partituras, para que posteriormente las bandas de música la interpretaran. La melodía se popularizó rápidamente de la muerte de Máximo Ramón Ortiz, y se hizo un arreglo para conjunto musical. Fue el músico Cándido Jiménez quien realizó ese arreglo instrumental en 1870. Con esa melodía debutó la que fue la primera banda de Tehuantepec y que tuvo bajo su propia dirección.[cita requerida]
"La sandunga" surgió como una sencilla tonadilla compuesta de un son istmeño y un zapateado.
Esta melodía, sin duda, desata por igual nostalgias y localismos encendidos; en la actualidad, es ejecutada por intérpretes, bandas y orquestas istmeñas, consta de una introducción en la que abunda la improvisación instrumental, con ornamentación y solo de clarinete, que se desarrolla libremente. “La Sandunga” ha sido crucial en el desarrollo musical de la región del istmo de Tehuantepec.[cita requerida]
Gran cantidad de los sones que se tocan actualmente en el estado de Oaxaca, incluida “La llorona”, “Canción mixteca”, “Dios nunca muere” y “La Sandunga” son las cuatro piezas musicales que identifican al estado de Oaxaca en los ámbitos nacional e internacional.[cita requerida]

## Principales intérpretes
- Natalia Cruz - "la voz del Istmo"
- Jaramar
- Lila Downs
- Flor Amargo
- Susana Harp
- Los de Abajo
- Martha Toledo
- Noesis
- Banda de Música del Estado de Oaxaca
- Orquesta Sinfónica de Oaxaca
- Banda Filarmónica del CECAM
- Banda Princesa Donaxi
- Raphael
- Los Hermanos Ríos
- Benjamín Betanzos
- Pablo Castañejo
- Alondra de la Parra
- Niños Cantores de Puebla
- Natalia Lafourcade & Denisse Gutiérrez
- Juan Casaos